# Emissionsmessung
Als Emissionsmessung wird die Messung von Emissionen aus anthropogenen Quellen bezeichnet.

## Hintergrund
Der Betrieb von technischen Anlagen ist in der Regel mit Emissionen verbunden. Dazu zählen neben Luftverunreinigungen auch Erschütterungen, Geräusche, Licht und Strahlen. Diese sind, sofern sie nicht vermeidbar sind, zu vermindern. Darum werden in rechtlichen Regelungen, wie beispielsweise EG-Richtlinien, Verordnungen oder Genehmigungen, Emissionsgrenzwerte festgelegt. Die Einhaltung dieser Grenzwerte ist in der Regel durch Messungen nachzuweisen.
Die durch Emissionsmessungen gewonnenen Ergebnisse müssen repräsentativ und untereinander vergleichbar sein. Die Selektivität eines Messverfahrens muss hoch sein und die Querempfindlichkeit entsprechend gering. Ebenso muss mit dem Messverfahren eine Überwachung von Grenzwerten möglich sein. Messplätze müssen gut zugänglich sein. Das die Messungen durchführende Personal muss ausreichend qualifiziert sein. Das Ergebnis der Messungen ist in einem Messbericht festzuhalten. Messunsicherheiten und Randbedingungen sind anzugeben. Die TA Luft sieht vor, dass Emissionsmessungen bei einer ungestörten Betriebsweise mit höchster Emission durchzuführen sind.
Messkomponenten, die partikel- oder dampfförmig vorliegen, sind stets mittels isokinetischer Probenahme zu erfassen. Bei Messquerschnitten mit einer Fläche von mindestens 0,1 m2 ist eine Netzmessung vorzusehen. Damit werden inhomogene Verteilungen der zu messenden Komponente im zu beprobenden Strömungskanal berücksichtigt.
Emissionsmesseinrichtungen können sowohl stationär als auch mobil sein. Die Messungen können sowohl kontinuierlich als auch als Einzelmessung erfolgen.

## Messobjekte
Messobjekte sind in der Regel die von einer stationären oder mobilen Anlagen ausgehende Luftschadstoffe und Gerüche, Geräusche und Erschütterungen.
Bei der Messung von Luftschadstoffen werden diese identifiziert und quantifiziert. In der Regel erfolgt deren Bestimmung als Konzentrationsangabe. Zum Zweck der Vergleichbarkeit wird das Gasvolumen auf Normalbedingungen bezogen. Darum werden häufig auch Größen messtechnisch erfasst, für die kein Grenzwert vorgegeben ist. Diverse standardisierte Emissionsmessverfahren für Luftschadstoffe sind in VDI-Richtlinien und DIN-Normen beschrieben.
Bei der Geräuschemissionsmessung wird mithilfe des Schallleistungspegels die von einer Schallquelle ausgehende Schallleistung ermittelt.